# Athamanta aurea
Athamanta aurea är en växtart i släktet Athamanta och familjen flockblommiga växter. Den beskrevs av Roberto de Visiani och Heinrich Gottlieb Ludwig Reichenbach.
Athamanta aurea är en ettårig art som är endemisk i sydvästra Bosnien och Hercegovina.